# Maharbal
Maharbal, ein Numidierfürst, war ein Offizier des karthagischen Feldherrn Hannibal im Zweiten Punischen Krieg. Er war Hannibals Stellvertreter bei der Belagerung von Sagunt 219 v. Chr. und trat im weiteren Verlauf des Krieges gegen die Römer vor allem als Reiterführer hervor, so vor dem Gefecht am Ticinus (218 v. Chr.) und nach der Schlacht am Trasimenischen See (217 v. Chr.). In der Schlacht von Cannae kommandierte er auf dem rechten Flügel der Karthager. Nach deren Sieg forderte er Hannibal auf, sofort gegen Rom zu marschieren. Als der karthagische Feldherr dies ablehnte, soll Maharbal ihm geantwortet haben: „Zu siegen weißt du, Hannibal, aber nicht den Sieg auszunutzen“. Maharbal wird nach dem Jahr 216 v. Chr. nicht mehr in den Quellen erwähnt.